# Бернар I (граф Комменжа)
Бернар I (фр. Bernard I de Comminges; до 1105 — между 1145 и 1150) — граф Комменжа с 1105 года. Единственный сын и наследник Роже III.

Графства Комменж и Кузеран на карте Гаскони 1150 г.

Почти всё время своего самостоятельного правления враждовал с епископами Кузерана из-за спора о том, кто является сюзереном территории диоцеза.
В 1118—1119 годах вместе с арагонским королём Альфонсом I участвовал в Реконкисте, в том числе во взятии Сарагоссы и Туделы.
В 1120 году сжёг город Сен-Лизье (переселив жителей в Сен-Жирон), и взял в плен Пьера I, епископа Кузерана. Через несколько лет отпустил его, и война разгорелась снова.
В 1135 году (26 мая) присутствовал на коронации Альфонса VII Кастильского императорской короной.
В 1144 году с помощью графа Тулузы Альфонса Журдена присоединил к своим владениям долину Аран, ранее принадлежавшую графам Рибаргосы.
В бою при Сен-Годане Бернар был тяжело ранен людьми кузеранского епископа. По преданию, предчувствуя смерть, покаялся и приказал вернуть захваченное церковное имущество и возместить жителям Кузерана материальный ущерб.
Похоронен в аббатстве Монфон.

## Семья
Жена — Диас де Саматан, дочь и наследница Жоффруа, сеньора де Саматан и де Мюре. Дети:
- Бернар II (ум. до 1153) — граф Комменжа
- Додон (Бернар III) (ум. после 1176) — сеньор де Саматан, граф Комменжа
- Ги, виконт д’Ор (ум. после 1180), предок герцогов де Грамон; жена: Бертранда д’Ор, дочь и наследница Арно III, виконта д’Ор
- Арно II Роже, в 1153—1176 епископ Комменжа
- Бернарда, жена Роже I Транкавеля, виконта Каркассона
- Фортанье.